# Badminton-Asienmeisterschaft 2000
Die Badminton-Asienmeisterschaft 2000 fand vom 1. bis 5. November im Istora Senayan in Jakarta, Indonesien, statt. Das Preisgeld betrug 150.000 US-Dollar. Über 150 Spieler und Spielerinnen aus 18 Ländern nahmen an den Titelkämpfen teil.

## Medaillengewinner
| Disziplin    | Gold                            | Silber                      | Bronze                                  |
| ------------ | ------------------------------- | --------------------------- | --------------------------------------- |
| Herreneinzel | Taufik Hidayat                  | Rony Agustinus              | Marleve Mainaky                         |
| Herreneinzel | Taufik Hidayat                  | Rony Agustinus              | Pullela Gopichand                       |
| Dameneinzel  | Xie Xingfang                    | Ellen Angelina              | Fumi Iwawaki                            |
| Dameneinzel  | Xie Xingfang                    | Ellen Angelina              | Lee Kyung-won                           |
| Herrendoppel | Rexy Mainaky Tony Gunawan       | Choong Tan Fook Lee Wan Wah | Candra Wijaya S. Antonius Budi Ariantho |
| Herrendoppel | Rexy Mainaky Tony Gunawan       | Choong Tan Fook Lee Wan Wah | Imam Sodikin Luluk Hadiyanto            |
| Damendoppel  | Lee Hyo-jung Yim Kyung-jin      | Eti Tantra Minarti Timur    | Lee Kyung-won Chung Jae-hee             |
| Damendoppel  | Lee Hyo-jung Yim Kyung-jin      | Eti Tantra Minarti Timur    | Rosie Riani Diah Novita                 |
| Mixed        | Bambang Suprianto Minarti Timur | Wahyu Agung Emma Ermawati   | Santoso Sugiharjo Eny Widiowati         |
| Mixed        | Bambang Suprianto Minarti Timur | Wahyu Agung Emma Ermawati   | Tri Kusharyanto Vita Marissa            |

## Endrundenresultate

### Halbfinale
| Disziplin    | Sieger                          | Finalist                                | Ergebnis           |
| ------------ | ------------------------------- | --------------------------------------- | ------------------ |
| Herreneinzel | Taufik Hidayat                  | Pullela Gopichand                       | 15–4, 15–12        |
| Herreneinzel | Rony Agustinus                  | Marleve Mainaky                         | 15–10, 15–5        |
| Dameneinzel  | Ellen Angelina                  | Lee Kyung-won                           | 11–0, 11–4         |
| Dameneinzel  | Xie Xingfang                    | Fumi Iwawaki                            | 11–0, 11–2         |
| Herrendoppel | Choong Tan Fook Lee Wan Wah     | S. Antonius Budi Ariantho Candra Wijaya | 15–12, 15–5        |
| Herrendoppel | Rexy Mainaky Tony Gunawan       | Imam Sodikin Luluk Hadiyanto            | 15–13, 15–1        |
| Damendoppel  | Eti Tantra Minarti Timur        | Chung Jae-hee Lee Kyung-won             | 15–12, 9–15, 15–13 |
| Damendoppel  | Lee Hyo-jung Yim Kyung-jin      | Diah Novita Rosie Riani                 | 15–7, 9–15, 15–13  |
| Mixed        | Wahyu Agung Emma Ermawati       | Tri Kusharyanto Vita Marissa            | 17–14, 15–3        |
| Mixed        | Bambang Suprianto Minarti Timur | Santoso Sugiharjo Eny Widiowati         | 15–11, 15–12       |

### Finale
| Disziplin    | Sieger                          | Finalist                    | Ergebnis          |
| ------------ | ------------------------------- | --------------------------- | ----------------- |
| Herreneinzel | Taufik Hidayat                  | Rony Agustinus              | 14-17, 15-2, 15-3 |
| Dameneinzel  | Xie Xingfang                    | Ellen Angelina              | 2-11, 11-7, 11-3  |
| Herrendoppel | Rexy Mainaky Tony Gunawan       | Choong Tan Fook Lee Wan Wah | 15-8, 15-9        |
| Damendoppel  | Lee Hyo-jung Yim Kyung-jin      | Eti Tantra Minarti Timur    | 15-8, 15-13       |
| Mixed        | Bambang Suprianto Minarti Timur | Wahyu Agung Emma Ermawati   | 15-10, 15-12      |

## Resultate

### Herreneinzel
- Maung Maung Soe Zaw –  Siphanthan Long: 15-5 / 15-2
- Lee Tsuen Seng –  Sachin Ratti: 15-5 / 15-1
- Niluka Karunaratne –  Nguyễn Như Mỹ: 17-16 / 15-11
- Yudi Suprayogi –  Ebrahim Jafar Al-Sayed Asaad: 15-0 / 15-1
- Xiao Li –  Chang Feng-chin: 15-10 / 15-2
- Yong Hock Kin –  Yousuke Nakanishi: 15-10 / 11-15 / 15-1
- Awang Amran Kambar –  Rasel Kabir Sumon: 15-7 / 15-4
- Jeffer Rosobin –  U. D. R. P. Kumara: 15-3 / 15-2
- Shon Seung-mo –  Tareq Shalhoum: 15-9 / 15-2
- Ong Ewe Hock –  Al-Sayed Hamed Ebrahim Jafar: 15-1 / 15-2
- Chen Yu –  Tsuyoshi Fukui: 15-8 / 15-7
- Anupap Thiraratsakul –  Chang Jeng-shyuang: 15-7 / 15-11
- Indra Wijaya –  Abhishek Bakshi: 15-12 / 15-7
- Abhinn Shyam Gupta –  Arif Rasidi: 15-13 / 15-13
- Ronald Susilo –  Heo Hoon-hoi: 13-15 / 15-6 / 15-9
- Trần Thanh Hải –  Nawras Abdul Wahid: 15-7 / 15-3
- Luo Yigang –  Manjula Sampath Fernando: 15-4 / 15-6
- Kwon Woo Jin –  Lee Mou-chou: 15-9 / 15-10
- Lwin Aung –  Awang Huzaini Md Salleh: 15-7 / 15-0
- Chetan Anand –  Jason Wong: 5-15 / 15-11 / 15-13
- Marleve Mainaky –  Ebrahim Jafar Al-Sayed Hamed: 15-1 / 15-1
- Rony Agustinus –  Bassel Al-Dora: 15-0 / 15-2
- Wu Yunyong –  Siddharth Jain: 17-16 / 15-6
- Tam Kai Chuen –  Sairul Amar Ayob: 15-8 / 15-9
- Lee Hyun-il –  Jaffer Ebrahim: 15-1 / 15-2
- Anuj Gupta –  Chen Chih-hao: 15-3 / 11-15 / 15-9
- Bur Moharabu Rab –  Sokhang Krang: 15-3 / 15-2
- Takaaki Hayashi –  Subash R. Janaka De Silva: 15-5 / 15-2
- Taufik Hidayat –  Maung Maung Soe Zaw: 15-3 / 15-8
- Lee Tsuen Seng –  Niluka Karunaratne: 15-0 / 15-3
- Park Tae-sang –  Yudi Suprayogi: 10-15 / 15-1 / 15-10
- Yong Hock Kin –  Xiao Li: 17-15 / 7-15 / 15-7
- Pullela Gopichand –  Awang Amran Kambar: 15-2 / 15-3
- Shon Seung-mo –  Jeffer Rosobin: 15-12 / 3-15 / 15-8
- Chen Yu –  Ong Ewe Hock: 15-9 / 15-6
- Anupap Thiraratsakul –  Indra Wijaya: 3-15 / 15-10 / 15-0
- Ronald Susilo –  Abhinn Shyam Gupta: 15-12 / 15-7
- Luo Yigang –  Trần Thanh Hải: 15-5 / 15-2
- Lwin Aung –  Kwon Woo Jin: 8-15 / 15-8 / 15-11
- Marleve Mainaky –  Chetan Anand: 15-11 / 15-4
- Rony Agustinus –  Wu Yunyong: 15-11 / 15-11
- Lee Hyun-il –  Tam Kai Chuen: 15-12 / 15-5
- Anuj Gupta –  Bur Moharabu Rab: 15-3 / 15-3
- Wong Choong Hann –  Takaaki Hayashi: 15-10 / 12-15 / 15-7
- Taufik Hidayat –  Lee Tsuen Seng: 17-14 / 15-10
- Yong Hock Kin –  Park Tae-sang: 15-12 / 15-10
- Pullela Gopichand –  Shon Seung-mo: 9-15 / 15-5 / 15-5
- Chen Yu –  Anupap Thiraratsakul: 16-17 / 15-3 / 15-9
- Ronald Susilo –  Luo Yigang: 15-6 / 7-15 / 15-13
- Marleve Mainaky –  Lwin Aung: 15-11 / 15-4
- Rony Agustinus –  Lee Hyun-il: 15-3 / 15-11
- Wong Choong Hann –  Anuj Gupta: 15-8 / 15-13
- Taufik Hidayat –  Yong Hock Kin: 17-16 / 15-3
- Pullela Gopichand –  Chen Yu: 15-7 / 16-17 / 15-13
- Marleve Mainaky –  Ronald Susilo: 6-15 / 15-13 / 15-5
- Rony Agustinus –  Wong Choong Hann: 15-12 / 15-6

### Dameneinzel
- Chandrika de Silva –  Thandar Htay Khin: 11-2 / 11-0
- Maiko Ichimiya –  B. R. Meenakshi: 5-11 / 11-8 / 11-8
- Louisa Koon Wai Chee –  Wong Miew Kheng: 11-8 / 6-11 / 11-5
- Ngô Hải Vân –  Elina Begum: 11-7 / 11-9
- Atu Rosalina –  Cheng Pei-Ju: 11-4 / 2-11 / 11-5
- Xie Xingfang –  Nyein Win Khine: 11-3 / 11-0
- Ling Wan Ting –  Dilhani de Silva: 11-8 / 11-1
- Yuli Marfuah –  Lee Yin Yin: 6-11 / 11-1 / 11-0
- Eva Vrova Katreeb –  Ayesha Khatun Nuri: 11-6 / 5-11 / 11-9
- Fumi Iwawaki –  Wong Pei Tty: 11-8 / 11-5
- Lê Ngọc Nguyên Nhung –  Aparna Popat: w.o.
- Lee Kyung-won –  Chandrika de Silva: 11-4 / 11-0
- Cindana Hartono –  Maiko Ichimiya: 11-3 / 11-3
- Ellen Angelina –  Louisa Koon Wai Chee: 11-6 / 5-11 / 11-4
- Atu Rosalina –  Ngô Hải Vân: 11-1 / 11-1
- Xie Xingfang –  Ling Wan Ting: 11-2 / 11-7
- Chan Ya-lin –  Yuli Marfuah: 6-11 / 11-6 / 11-4
- Lê Ngọc Nguyên Nhung –  Eva Vrova Katreeb: 11-8 / 11-5
- Fumi Iwawaki –  Lidya Djaelawijaya: 13-12 / 11-9
- Lee Kyung-won –  Cindana Hartono: 11-9 / 11-2
- Ellen Angelina –  Atu Rosalina: 11-5 / 11-4
- Xie Xingfang –  Chan Ya-lin: 9-11 / 11-1 / 11-8
- Fumi Iwawaki –  Lê Ngọc Nguyên Nhung: 11-3 / 11-3

### Herrendoppel
- Saputra Hadi /  Andreas Setiawan –  Choi Min-ho /  Lee Moung Hun: 15-9 / 15-11
- Patapol Ngernsrisuk /  Sudket Prapakamol –  Bassel Al-Dora /  Tareq Shalhoum: 15-0 / 15-4
- Nguyễn Như Mỹ /  Trần Thanh Hải –  Lwin Aung /  Maung Maung Soe Zaw: 12-15 / 15-8 / 15-8
- Liu Kwok Wa /  Albertus Susanto Njoto –  Al-Sayed Hamed Ebrahim Jafar /  Ebrahim Jafar Al-Sayed Asaad: 15-1 / 15-0
- Chien Yu-hsun /  Lin Wei-hsiang –  Hendri Kurniawan Saputra /  Wandry Kurniawan Saputra: 15-7 / 15-7
- Abhishek Bakshi /  Sachin Ratti –  Subash R. Janaka De Silva /  Niluka Karunaratne: 15-4 / 15-5
- Tony Gunawan /  Rexy Mainaky –  Jeremy Gan /  Hong Chieng Hun: 15-10 / 15-4
- Doni Prasetyo /  Denny Setiawan –  Chen Yu /  Wu Yunyong: 15-9 / 15-6
- Ma Che Kong /  Yau Tsz Yuk –  Takaaki Hayashi /  Katsuya Nishiyama: 15-12 / 15-6
- Ermadena Hj Talip /  Fadzli Hj Masri –  Vanna Khun /  Sokdom Ry: 17-14 / 15-9
- Jung Sung-gyun /  Park Young-duk –  Patrick Lau Kim Pong /  Aman Santosa: 15-7 / 15-5
- Luluk Hadiyanto /  Imam Sodikin –  Ebrahim Jafar Al-Sayed Hamed /  Jaffer Ebrahim: 15-0 / 15-1
- Kitipon Kitikul /  Khunakorn Sudhisodhi –  Manjula Sampath Fernando /  U. D. R. P. Kumara: 15-1 / 15-1
- S. Antonius Budi Ariantho /  Candra Wijaya –  Tsuyoshi Fukui /  Yousuke Nakanishi: w.o.
- Choong Tan Fook /  Lee Wan Wah –  Saputra Hadi /  Andreas Setiawan: 15-10 / 15-9
- Patapol Ngernsrisuk /  Sudket Prapakamol –  Nguyễn Như Mỹ /  Trần Thanh Hải: 15-6 / 15-8
- Chien Yu-hsun /  Lin Wei-hsiang –  Liu Kwok Wa /  Albertus Susanto Njoto: 15-8 / 15-12
- S. Antonius Budi Ariantho /  Candra Wijaya –  Abhishek Bakshi /  Sachin Ratti: 15-6 / 15-2
- Tony Gunawan /  Rexy Mainaky –  Rasel Kabir Sumon /  Bur Moharabu Rab: 15-1 / 15-4
- Ma Che Kong /  Yau Tsz Yuk –  Doni Prasetyo /  Denny Setiawan: 15-7 / 10-15 / 15-2
- Jung Sung-gyun /  Park Young-duk –  Ermadena Hj Talip /  Fadzli Hj Masri: 15-4 / 15-2
- Luluk Hadiyanto /  Imam Sodikin –  Kitipon Kitikul /  Khunakorn Sudhisodhi: 15-12 / 8-15 / 15-8
- Choong Tan Fook /  Lee Wan Wah –  Patapol Ngernsrisuk /  Sudket Prapakamol: 15-4 / 15-3
- S. Antonius Budi Ariantho /  Candra Wijaya –  Chien Yu-hsun /  Lin Wei-hsiang: 15-1 / 15-7
- Tony Gunawan /  Rexy Mainaky –  Ma Che Kong /  Yau Tsz Yuk: 15-8 / 15-9
- Luluk Hadiyanto /  Imam Sodikin –  Jung Sung-gyun /  Park Young-duk: 8-15 / 15-10 / 15-7
- Choong Tan Fook /  Lee Wan Wah –  S. Antonius Budi Ariantho /  Candra Wijaya: 15-12 / 15-5
- Tony Gunawan /  Rexy Mainaky –  Luluk Hadiyanto /  Imam Sodikin: 15-13 / 15-1
- Tony Gunawan /  Rexy Mainaky –  Choong Tan Fook /  Lee Wan Wah: 15-8 / 15-9

### Damendoppel
- Akiko Nakashima /  Satoko Suetsuna –  Lim Pek Siah /  Joanne Quay: 17-16 / 15-13
- Eny Erlangga /  Jo Novita –  Dilhani de Silva /  Chandrika de Silva: 15-3 / 15-1
- Eti Tantra /  Minarti Timur –  Lê Ngọc Nguyên Nhung /  Ngô Hải Vân: 15-5 / 15-4
- Chan Mei Mei /  Li Wing Mui –  Elina Begum /  Ayesha Khatun Nuri: 15-2 / 15-3
- Chung Jae-hee /  Lee Kyung-won –  Chen Li-chin /  Tsai Hui-min: 15-7 / 15-8
- Angeline de Pauw /  Eny Widiowati –  Akiko Nakashima /  Satoko Suetsuna: 15-17 / 15-13 / 15-8
- Eny Erlangga /  Jo Novita –  Louisa Koon Wai Chee /  Ling Wan Ting: 15-7 / 9-15 / 15-11
- Diah Novita /  Rosie Riani –  Ang Li Peng /  Chor Hooi Yee: 9-15 / 15-13 / 15-6
- Carmelita /  Deyana Lomban –  Norhasikin Amin /  Fong Chew Yen: 15-3 / 15-12
- Lee Hyo-jung /  Yim Kyung-jin –  Thandar Htay Khin /  Nyein Win Khine: 15-1 / 15-1
- Eti Tantra /  Minarti Timur –  Chan Mei Mei /  Li Wing Mui: 15-12 / 9-15 / 15-13
- Chung Jae-hee /  Lee Kyung-won –  Angeline de Pauw /  Eny Widiowati: 15-9 / 15-8
- Diah Novita /  Rosie Riani –  Eny Erlangga /  Jo Novita: 15-8 / 17-14
- Lee Hyo-jung /  Yim Kyung-jin –  Carmelita /  Deyana Lomban: 4-15 / 15-7 / 15-9
- Eti Tantra /  Minarti Timur –  Chung Jae-hee /  Lee Kyung-won: 15-12 / 9-15 / 15-13
- Lee Hyo-jung /  Yim Kyung-jin –  Diah Novita /  Rosie Riani: 15-7 / 9-15 / 15-13
- Lee Hyo-jung /  Yim Kyung-jin –  Eti Tantra /  Minarti Timur: 15-8 / 15-13

### Mixed
- Chung Jae-hee /  Lee Myung Hun –  Manjula Sampath Fernando /  Dilhani de Silva: 15-4 / 15-2
- Liu Kwok Wa /  Chan Mei Mei –  Rosman Razak /  Lim Pek Siah: 15-13 / 7-15 / 15-12
- Denny Setiawan /  Rita Kristiane –  Trần Thanh Hải /  Lê Ngọc Nguyên Nhung: 15-4 / 15-7
- Lwin Aung /  Thandar Htay Khin –  Rasel Kabir Sumon /  Elina Begum: 15-8 / 17-14
- Tri Kusharyanto /  Vita Marissa –  Jeremy Gan /  Ang Li Peng: 15-9 / 15-6
- Chien Yu-hsun /  Chan Ya-lin –  Nawras Abdul Wahid /  Eva Vrova Katreeb: 15-2 / 15-0
- Tony Gunawan /  Eti Tantra –  Maung Maung Soe Zaw /  Nyein Win Khine: 15-2 / 15-1
- Park Young-duk /  Lee Hyo-jung –  Hong Chieng Hun /  Chor Hooi Yee: 15-10 / 14-17 / 15-11
- Niluka Karunaratne /  Chandrika de Silva –  Bur Moharabu Rab /  Ayesha Khatun Nuri: 15-10 / 15-11
- Bambang Suprianto /  Minarti Timur –  Ma Che Kong /  Li Wing Mui: 15-12 / 15-1
- Albertus Susanto Njoto /  Louisa Koon Wai Chee –  Nguyễn Như Mỹ /  Ngô Hải Vân: 15-1 / 15-3
- Imam Sodikin /  Upi Chrisnawati –  Katsuya Nishiyama /  Akiko Nakashima: 15-10 / 15-10
- Wahyu Agung /  Emma Ermawati –  Chung Jae-hee /  Lee Myung Hun: 15-2 / 15-1
- Denny Setiawan /  Rita Kristiane –  Liu Kwok Wa /  Chan Mei Mei: 5-15 / 15-9 / 15-1
- Choi Min-ho /  Yim Kyung-jin –  Lwin Aung /  Thandar Htay Khin: 15-2 / 15-5
- Tri Kusharyanto /  Vita Marissa –  Chien Yu-hsun /  Chan Ya-lin: 15-5 / 15-4
- Tony Gunawan /  Eti Tantra –  Park Young-duk /  Lee Hyo-jung: 15-9 / 15-7
- Bambang Suprianto /  Minarti Timur –  Niluka Karunaratne /  Chandrika de Silva: 15-1 / 15-3
- Santoso Sugiharjo /  Eny Widiowati –  Albertus Susanto Njoto /  Louisa Koon Wai Chee: 15-12 / 10-15 / 15-12
- Imam Sodikin /  Upi Chrisnawati –  Lin Wei-hsiang /  Chen Li-chin: 0-15 / 15-8 / 15-4
- Wahyu Agung /  Emma Ermawati –  Denny Setiawan /  Rita Kristiane: 15-5 / 15-3
- Tri Kusharyanto /  Vita Marissa –  Choi Min-ho /  Yim Kyung-jin: 15-10 / 15-9
- Bambang Suprianto /  Minarti Timur –  Tony Gunawan /  Eti Tantra: 15-11 / 15-3
- Santoso Sugiharjo /  Eny Widiowati –  Imam Sodikin /  Upi Chrisnawati: 15-12 / 15-8

## Medaillenspiegel
| Rang   | Land                | Gold | Silber | Bronze | Gesamt |
| ------ | ------------------- | ---- | ------ | ------ | ------ |
| 1      | Indonesien          | 3    | 4      | 6      | 13     |
| 2      | Südkorea            | 1    | 0      | 2      | 3      |
| 3      | Volksrepublik China | 1    | 0      | 0      | 1      |
| 4      | Malaysia            | 0    | 1      | 0      | 1      |
| 5      | Indien              | 0    | 0      | 1      | 1      |
| 5      | Japan               | 0    | 0      | 1      | 1      |
| Gesamt | Gesamt              | 5    | 5      | 10     | 20     |